# Alias J.J
Alias J.J. (Lo que pasa tras las rejas), é uma série de televisão colombiana produzida por Caracol Televisión e Netflix , baseada no livro Sobreviviendo a Pablo Escobar . A série  é protagonizada por Natasha Klauss, Juan Pablo Urrego e Nicole Santamaría, com a participação especial de Elkin Díaz, Toto Vega e Ramses Ramos. Foi exibido em 8 de fevereiro de 2017.

## Elenco
- Juan Pablo Urrego, como Jhon Jairo Velásquez «Alias Popeye, Alias J.J» [1]
- Nicole Santamaría, como Alexandra de Velásquez
- Natasha Klauss, como Ana Maria Solozábal
- Amparo Grisales, como Mónica Machado
- Elkin Díaz, como Abel Mahecha
- Toto Vega, como Iván Urrego
- Ramses Ramos, como El Galeno
- Francisco Javier Rueda, como Pedro Renteria Alias
- Victoria Hernández, como Rosa Restrepo Jaramillo
- Julio Sanchez Coccaro, como Eduardo Bejarano
- Nelson Camayo, como Tenente Clemente Dias
- Mauricio Bastidas, como Caspa
- Héctor Mejía, como Torres
- Mijail Mulkay, como Cristopher Ramos
- Camilo Sáenz, como Durán (detetive)
- Lina Castrillón, como Victoria de Mahecha
- Katherine Castrillón, como Patrícia
- Mary Herrera, como Teresa Rendón